# Ana Yrsa Falenius
Ana Yrsa Falenius, född 24 november 1953 i Finland, är en finlandssvensk skådespelare. 

## Filmografi (urval)
- 1978 – Slumrande toner
- 1986 – Bröderna Mozart
- 1988 – Livsfarlig film
- 1989 – Klassliv (TV-serie)
- 1991 – Underjordens hemlighet
- 1993 – Tala! Det är så mörkt
- 1995 – Dvorak den fantastiske
- 1999 – Tre Kronor (TV-serie)
- 2001 – Rederiet (TV-serie)
- 2003 – Överallt och ingenstans
- 2005 – Krama mig
- 2010 – Bröderna Karlsson